# Batalion Strzelców płk. Antoniego Ossowskiego
Batalion Strzelców płk. Antoniego Ossowskiego – polski oddział piechoty wchodzący w skład wojsk powstańczych okresu insurekcji kościuszkowskiej.

## Formowanie
Batalion rozpoczął formowanie z początkiem czerwca 1794. Była to początkowo kompania strzelców 9 regimentu. Miano samodzielnego batalionu jednostka otrzymała w drugiej połowie września, kiedy to płk Ossowski przejął trzy kompanie strzeleckie płk. Antoniego Radzimińskiego, stojące pod Rakowcem. We wrześniu batalion liczył 332 żołnierzy, a 2 listopada w szeregu posiadał już 831 ludzi. W tym czasie batalion ten organizacyjnie odpowiadał dwubatalionowemu regimentowi i składał się z 8 kompanii. Na uzbrojeniu batalion posiadał 236 karabinów.

## Żołnierze batalionu
Organizatorem i dowódcą batalionu był płk Antoni Ossowski. Ponadto w batalionie służyli: kpt. z kompanią Jakub Ossowski, kpt. z kompanią Jan Zalewski, a także oficerowie: Wojciech Szpakowski, Antoni Biling, Stanisław Bieczyński i Stanisław Bosakiewicz. 